# Bóg urojony
Bóg urojony (tytuł oryginalny The God Delusion) – książka o religii i ateizmie, której autorem jest brytyjski naukowiec biolog i ateista, Richard Dawkins. Argumentuje w niej, że nadprzyrodzony stwórca prawie na pewno nie istnieje, a wiarę w niego można uznać za urojenie, czyli uporczywe obstawanie przy błędnym poglądzie nawet wobec zaprzeczających mu silnych dowodów. Zgadza się ze stwierdzeniem Roberta Pirsiga z książki Zen i sztuka oporządzania motocykla – „jeżeli jedna osoba cierpi na urojenie, nazywamy to szaleństwem. Jeżeli wiele osób cierpi na urojenie, nazywamy to religią”.

## Przyczyny powstania
Dawkins znany był z krytyki pod adresem kreacjonizmu w swoich poprzednich książkach, których tematem była ewolucja darwinowska. Głównym wątkiem jego książki z 1986 „Ślepy zegarmistrz” było wyjaśnienie, jak ewolucja doprowadziła do powstania – wyglądających na zaprojektowane – organizmów żywych. W książce „Bóg urojony” rozwija tę argumentację przeciwko tezie o istnieniu Boga.
Od dawna chciał napisać książkę w otwarty sposób krytykującą religię, ale jego wydawca mu to odradzał. Jednak w 2006 zmienił zdanie, co według Dawkinsa spowodowane było „czterema latami prezydentury Busha”. W tym czasie ukazało się również kilka książek atakujących religię, w tym napisane przez Sama Harrisa i Christophera Hitchensa, którzy razem z Dawkinsem tworzyli, jak to określił Robert Weitzel, „Nieświętą Trójcę”. Osiągnęły sukces wydawniczy i przyczyniły się do ożywienia rynku książek religijnych. Według Amazon.com o 50% wzrosła sprzedaż książek poświęconych religii i duchowości (włączając w to także pozycje antyreligijne) oraz o 120% wzrosła sprzedaż Biblii.

## Treść
Książka składa się z dziesięciu rozdziałów, kilka pierwszych stara się dowieść nieistnienia Boga, a następne dotyczą zagadnień religii i moralności. Książka poświęcona jest pamięci zmarłego w 2001 przyjaciela Dawkinsa Douglasa Adamsa, którego cytatu autor używa jako motto: „Czy nie starczy, że ogród jest piękny? Czy muszą w nim jeszcze mieszkać wróżki?”.
Dawkins utrzymuje, że przesłanie jego książki można streścić w czterech punktach:
1. ateiści mogą być szczęśliwi, zrównoważeni, moralni i spełnieni intelektualnie;
2. dobór naturalny i pokrewne teorie naukowe górują nad „hipotezą boga” – iluzją inteligentnego projektu – w wyjaśnianiu świata żywego i kosmosu;
3. dzieci nie powinny być określane przez pryzmat religii ich rodziców. Terminy takie jak dziecko chrześcijańskie czy dziecko muzułmańskie powinny wyjść z użycia;
4. ateizm jest dowodem zdrowego i niezależnego umysłu, więc ateiści mogą być z niego dumni.

### Hipoteza Boga
Ponieważ istnieje dużo rozmaitych teistycznych koncepcji związanych z naturą Boga (lub bogów) Dawkins na początku książki definiuje koncepcję Boga, którą będzie się zajmował. Używa pojęcia „religii Einsteina”, odnosząc się do stosowania przez Einstena panteistycznego pojęcia „Bóg” jako metafory natury lub tajemnic wszechświata. Odróżnia „religię Einsteina” od powszechnie przyjętych teistycznych koncepcji Boga jako wymagającego kultu stworzyciela wszechświata. Staje się to istotnym wątkiem książki, nazwanym przez autora „Hipotezą Boga”. Utrzymuje, że taka koncepcja jest pełnoprawną naukową hipotezą, bo jej przedmiot powinien mieć wpływ na fizyczny świat i może podlegać sprawdzaniu i falsyfikacji, tak samo jak każda inna hipoteza. W ten sposób Dawkins odrzuca często spotykany pogląd o wzajemnej suwerenności dziedzin nauki i religii (non-overlapping magisteria).
Dokonuje krótkiego przeglądu filozoficznych dowodów na istnienie Boga. Z wielu przez niego przedstawionych tylko argument z projektu wydaje się być warty dalszych rozważań, ale – jak podsumowuje – ewolucja na drodze doboru naturalnego jest wystarczającym wyjaśnieniem tego, co możemy uważać za projekt w przyrodzie.
Pisze, że jednym z największych wyzwań dla ludzkiego intelektu było wyjaśnienie widocznej w przyrodzie złożoności i istnienia mechanizmów wyglądających na zaprojektowane. Są dwa wykluczające się wyjaśnienia: teoria zakładająca projektanta odpowiedzialnego za istniejącą złożoność, oraz druga, która przy pomocy prostych zasad wyjaśnia jak z nieskomplikowanych początków może wyłonić się coś bardziej złożonego.
To jest podstawowy argument przeciwko istnieniu Boga – Ostateczny boeing 747 - gambit, w którym udowadnia, że pierwsze podejście jest wewnętrznie sprzeczne a drugie jest właściwym rozwiązaniem problemu.

### Religia i moralność
Druga połowa książki zaczyna się od analizy przyczyn powstania religii i wyjaśnienia jej powszechności w ludzkiej kulturze. Dawkins broni teorii religii jako efektu utrwalonej pomyłki przy tworzeniu czegoś praktycznego. Memetyka w ogólności oraz szczególna podatność ludzi na memy religijne wyjaśniają, jak religia „niczym wirus” rozprzestrzenia się w społecznościach ludzkich.
Powraca do tematu moralności, utrzymując, że nie musimy być religijni, by być dobrzy. Moralność ma darwinowskie wyjaśnienie: altruistyczne geny, wyselekcjonowane w procesie ewolucji są przyczyną naturalnej dla ludzi empatii. Pyta: czy popełniłbyś morderstwo, gwałt, lub dokonał kradzieży – jeślibyś wiedział, że Boga nie ma? i odpowiada, że tylko niewielka liczba ludzi odpowiedziałaby „tak”, co podważa twierdzenie, jakoby Bóg był potrzebny, by uczynić nasze zachowanie moralnym. By dowieść tego, dokonuje przeglądu historii moralności, dowodząc że istnieje swego rodzaju moralny zeitgeist stopniowo ewoluujący w społeczeństwie. W miarę jego rozwoju ten moralny konsensus miał wpływ na to, jak religijni przywódcy interpretowali święte pisma. Tak więc, jak pisze Dawkins, to nie moralność wywodzi się z Biblii, a raczej nasz moralny rozwój modyfikuje jej interpretację, decydując o tym, które jej fragmenty pomijamy, a które uważamy za ważne.
„Bóg urojony” to nie tylko obrona ateizmu, ale także wystąpienie przeciwko religii. Dawkins uważa je za uzasadnione, ponieważ widzi w religii przyczynę prześladowania nauki, wzniecania fanatyzmu i nietolerancji; uważa, że na wiele sposobów religia ma negatywny wpływ na społeczeństwo. Najbardziej jego zdaniem odrażająca jest indoktrynacja dzieci, której skutkiem są urazy psychiczne i tak czy inaczej jest psychiczną przemocą wobec bezbronnych. Uważa, że takie określenia jak „islamskie dziecko” lub „chrześcijańskie dziecko” powinny zostać zarzucone, są bowiem równie nieuprawnione jak „dziecko marksistowskie” lub „dziecko torystowskie”, ponieważ niemożliwe jest, by tak młody człowiek mógł samodzielnie posiąść niezależny pogląd na świat i społeczeństwo.
Książkę kończy pytanie: czy religia, pomimo związanych z nią problemów, jest w stanie zapełnić tę drażliwą lukę, dając pocieszenie i inspirację potrzebującym. Według Dawkinsa te potrzeby znacznie lepiej zaspokajają takie niereligijne dziedziny jak filozofia i nauka. Dowodzi, że ateistyczny światopogląd jest afirmacją życia w sposób, który jest nieosiągalny dla religii z jej nie dającymi żadnej satysfakcji „odpowiedziami” na egzystencjalne pytania. Na końcu zajmuje się tymi, którzy „potrzebują wsparcia w ucieczce od religii”.

## Wydania
W krajach anglojęzycznych książka była bestsellerem. W listopadzie 2006 znalazła się na drugim miejscu na liście Amazon.com. Od października 2006 do września następnego roku przez 51 tygodni była na liście New York Times Hardcover Nonfiction Best Seller, na początku grudnia zdobywając czwarte miejsce. Do listopada 2007 sprzedano półtora miliona egzemplarzy w języku angielskim i przetłumaczono ją na 31 języków.
W Polsce ukazała się w tłumaczeniu Piotra Szwajcera w maju 2007 nakładem wydawnictwa CiS. Patronat mediowy nad polskim wydaniem objęli: tygodnik „Polityka”, miesięczniki popularnonaukowe „Świat Nauki” oraz „Wiedza i Życie”, Radio Tok FM, kanał Planete oraz portal Racjonalista.pl.
Tureckie wydanie stało się przedmiotem postępowania sądowego w listopadzie 2007. Sprzedano tam przynajmniej 6 tysięcy egzemplarzy. Na przełomie marca i kwietnia 2008 wydawca - Erol Karaaslan oraz tłumacz stanęli przed sądem. Prokurator domagał się wydania wyroku 4 lat więzienia w zawieszeniu na 1,5, ponieważ treść książki „obraża wartości religijne”, a sam oskarżony „podżega ludność do nienawiści i wyśmiewania”. Sąd uniewinnił jednak oskarżonych a żądanie konfiskaty książki odrzucił, argumentując, że stanowiłoby to pogwałcenie wolności sumienia.

## Odbiór
Książka wywołała wiele komentarzy, w tym także krytyczne, zwłaszcza ze strony wierzących (szczególnie chrześcijan).
Książkę pochwalił m.in. laureat Nagrody Nobla i współodkrywca struktury DNA – James Watson, laureat Nagrody Nobla w chemii Harold Kroto, psycholog Harvardu Steven Pinker czy iluzjoniści Penn & Teller. W 2007 książkę nominowano do nagrody British Book Awards, a Dawkins otrzymał nagrodę Autora Roku.
Teolog chrześcijański Alister McGrath i Joanna Collicutt McGrath napisali książkę The Dawkins Delusion? („Bóg nie jest urojeniem. Złudzenie Dawkinsa”), w której polemizują z tezami zawartymi w Bogu urojonym. W Polsce polemiczną książkę (Urojony Bóg Richarda Dawkinsa) napisał Paweł Bloch.
Rupert Sheldrake wydał książkę The Science Delusion („Nauka urojona”) nawiązującą do pracy Dawkinsa.